# Periοchi Limnis Tavropou
Periοchi Limnis Tavropou este o arie protejată (arie specială de conservare — SAC, sit de importanță comunitară — SCI) din Grecia întinsă pe o suprafață de 2.999,21 ha, integral pe uscat.

## Localizare
Centrul sitului Periοchi Limnis Tavropou este situat la coordonatele 39°17′45″N 21°44′48″E / 39.295783°N 21.746583°E.

## Înființare
Situl Periοchi Limnis Tavropou a fost declarat sit de importanță comunitară în august 1996 pentru a proteja 8 specii de animale. Situl a fost protejat și ca arie specială de conservare în martie 2011.

## Biodiversitate
Situată în ecoregiunea mediteraneană, aria protejată conține 7 habitate naturale: Ape puternic oligomezotrofe cu vegetație bentonică cu Chara spp., Matorral arborescenți cu Juniperus spp., Pajiști alpine și subalpine calcaroase, Păduri panonice-balcanice de stejar turcesc - stejar sesil, Păduri de fag elene cu Abies borisii-regis, Păduri de Platanus orientalis și Liquidambar orientalis (Platanion orientalis), Păduri de pin (sub-) mediteraneene cu pini negri endemici.
La baza desemnării sitului se află mai multe specii protejate:
- amfibieni (1): izvoraș-cu-burta-galbenă (Bombina variegata)
- mamifere (2): liliac cârn (Barbastella barbastellus), vidră de râu (Lutra lutra)
- nevertebrate (2): croitorul mare al stejarului (Cerambyx cerdo), rădașcă (Lucanus cervus)
- reptile (3): Testudo graeca, țestoasă bănățeană (Testudo hermanni), Testudo marginata

Pe lângă speciile protejate, pe teritoriul sitului au mai fost identificate 2 specii de plante, 2 specii de amfibieni, 8 specii de mamifere, 1 specie de nevertebrate, 8 specii de reptile.